# Simaninggir (Sitahuis)
Simaninggir is een bestuurslaag in het regentschap Tapanuli Tengah van de provincie Noord-Sumatra, Indonesië. Simaninggir telt 508 inwoners (volkstelling 2010).